# IC 1051
IC 1051 је елиптична галаксија у сазвјежђу Волар која се налази на листи објеката дубоког неба у Индекс каталогу.
Деклинација објекта је + 19° 1' 14" а ректасцензија 14h 44m 11,5s. Привидна величина (магнитуда) објекта IC 1051 износи 14,3 а фотографска магнитуда 15,3. IC 1051 је још познат и под ознакама CGCG 105-12, NPM1G +19.0399, PGC 52629.